# O Brasileiro Pardo
O Brasileiro Pardo foi uma folha publicada no Rio de Janeiro, então capital do Brasil, à época do Período Regencial.
Conheceu um único exemplar, publicado em 21 de Outubro de 1833, impresso na Tipografia Paraguassu, de Davi da Fonseca Pinto. Tinha como objetivo denunciar o preconceito de cor.